# Kołodziąż-Rybie
Kołodziąż-Rybie – wieś w Polsce położona w województwie mazowieckim, w powiecie węgrowskim, w gminie Sadowne. Ma status sołectwa.
| SIMC    | Nazwa | Rodzaj    |
| ------- | ----- | --------- |
| 0685854 | Ukazy | część wsi |

W latach 1975–1998 miejscowość administracyjnie należała do województwa siedleckiego.